# Amata annulata
Amata annulata är en fjärilsart som beskrevs av Fabricius. Amata annulata ingår i släktet Amata och familjen björnspinnare. Inga underarter finns listade i Catalogue of Life.